# Pavoncello
Pavoncello – film krótkometrażowy w reżyserii Andrzeja Żuławskiego z roku 1967 na podstawie opowiadania Stefana Żeromskiego pod tym samym tytułem.
Film kręcono m.in. w Łodzi – zagrało w nim wnętrze pałacu Karola Scheiblera.

## Fabuła
Pierwszy, 27-minutowy czarno-biały film Żuławskiego, opowiada historię młodej, atrakcyjnej Zinaidy. Kobieta nudzi się w towarzystwie swojego starego i schorowanego męża Szczebieniewa, z którym przebywa w podróży poślubnej w Rzymie. Pewnego dnia Zinaida poznaje młodego skrzypka Foscę i proponuje, by udzielał jej lekcji gry na skrzypcach.

## Obsada
- Stefan Friedmann - Fosca
- Joanna Kasperska - Zinaida
- Michał Pawlicki - Emelianow
- Mieczysław Milecki - Szczebieniew
- Bolesław Kamiński - Lokaj